# گوتار واگون‌فابریک
گوتار واگون‌فابریک (به آلمانی: Gothaer Waggonfabrik) یک تولیدکننده آلمانی بود که در اواخر سده نوزدهم در گوتا تأسیس شد.

## جنگ جهانی اول

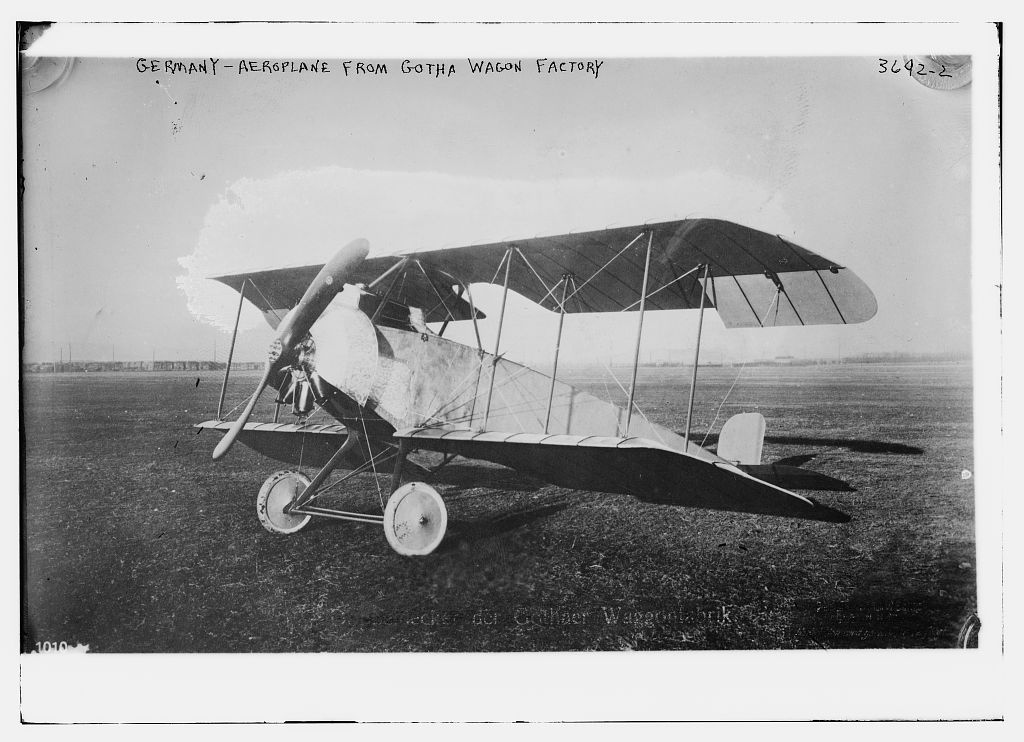
گوتا ال‌دی ۵ در سال ۱۹۱۵

در جنگ جهانی اول، گوتا سازنده یک سری بمب افکن بسیار موفق بود که بر اساس طرحی در سال ۱۹۱۴ توسط اوسکار اورسینوس ساخته شد، اما به شدت توسط هانس بورکارد تصور شد. از سال ۱۹۱۷، هواپیمای بمب افکن دو فروند هل دهنده با طرح (Burkhard) قادر به انجام مأموریت‌های استراتژیک بمب‌گذاری بر فراز انگلیس بود، اولین هواپیمای سنگین تر از هوا که در این نقش استفاده می‌شود. ده‌ها مورد از این بمب افکن‌ها در تعدادی از زیرمجموعه‌ها ساخته شده‌اند - Gotha G.I مستقر در اورسینوس، و G.II , G.III , G.IV و G.V. این آخرین نوع، پرکارترین بود و در یک نقطه سی و شش نفر در سرویس اسکادران بودند.

## سالهای بین جنگ
در حالی که آلمان با پیمان ورسای از ساخت هواپیماهای نظامی منع شده بود، گوتا به تلاش‌های راه‌آهن خود بازگشت، اما با ظهور رایش سوم و کنار گذاشتن محدودیت‌های پیمان به هواپیما بازگشت.

### تولید خودرو ۱۹۲۱–۱۹۲۸
در سال ۱۹۲۱ این شرکت (Automobilwerk Eisenach) را خریداری کرد و بدین ترتیب وارد تولید خودرو شد و با (Dixi 3/15 DA-1) سهم مهمی در گسترش بازار خودرو آلمان برای خریدارانی داشت که تا آن زمان فقط به عنوان موتورسوار فعالیت می‌کردند. با این حال، این شرکت در سال ۱۹۲۸ با بحران نقدی روبرو شد و تجارت اتومبیل مارک Dixi به BMW فروخته شد: (Dixi 3/15 DA-1) در سال ۱۹۲۸ با نام (BMW 3/15 DA-2) تغییر نام یافت، نامی که امروز توسط آن ماشین کوچک بهتر به یاد می‌آورد
در سال ۱۹۲۴، تولیدکننده (Cyklon Maschinenfabrik)، که متمرکز بر موتور دوچرخه و اتومبیل‌های دوچرخه سواری بود، از طریق یک مسیر خرید و فروش نسبتاً غیر مستقیم در تجارت بزرگ (Gothaer Waggonfabrik) ادغام شد. این امر باعث شد Cyklon به شبکه فروش و توزیع مناسب Dixi دسترسی پیدا کند و آرزو کند تا به یک تولیدکننده جدی اتومبیل تبدیل شود. بین سالهای ۱۹۲۷ و ۱۹۲۹ این شرکت سیکلون ۹/۴۰ را تولید کرد که در آن زمان ارزان‌ترین اتومبیل شش سیلندر بود که در آلمان به فروش می‌رسید. این اتومبیل محافظه کار دارای بدنه کاملاً فولادی مدرن است که توسط تولیدکننده برجسته بدنه اتومبیل‌های فولادی در آلمان تولید می‌شود، تجارت مستقر در Ambi-Budd's Berlin. [1] در حقیقت، این اولین بدنه اتومبیل استاندارد تمام استیل تولید شده توسط (Ambi-Budd) در برلین بود و به‌طور ناخوشایند برای برخی از خوانندگان مدرن، با Adler Standard 6 به اشتراک گذاشته شد، یک ماشین شش سیلندر قدرتمندتر و با قیمت بالاتر از یکی از آلمان‌ها جریان اصلی خودروسازان دهه ۱۹۳۰. فروش توسط (Gothaer Waggonfabrik) از تجارت Dixi محدود به پول نقد به BMW به معنای پایان دسترسی سیکلون به یک شبکه فروش بود و کمبود پول برای اداره تجارت اتومبیل را نشان داد که پس از سال ۱۹۲۸ به سرعت از بین رفت، اگرچه Cyklon به‌طور رسمی زخمی نشده بود. تا سال ۱۹۳۱.

## جنگ جهانی دوم
سهم اصلی گوتا در لوفت‌وافه جدید مربی (Gotha Go 145) بود که ۱۱۱۸ نفر از آن ساخته شد. این شرکت همچنین گلایدر تهاجمی (Gotha Go 242) و ساخت مجوز (Messerschmitt Bf 110) را تولید کرد. شاید مشهورترین محصول گوتا در جنگ جهانی دوم، هواپیمایی بود که هرگز وارد خدمت نمی‌شد، هورتن هو ۹. این یک هواپیمای عجیب و غریب بود - هواپیمای جنگنده بال پرنده مجهز به قدرت، طراحی شده توسط برادران هورتن، که از امکانات تولید انبوه آن برخوردار نبودند. دو نمونه اولیه پرواز کردند، نسخه دوم (مجهز به موتور) در حادثه ای در پرواز سوم خود از دست رفت. سومین نمونه اولیه - ساخته شده با طراحی اصلاح شده - تقریباً کامل بود و چهار نمونه دیگر قبل از پایان جنگ در مراحل مختلف ساخت بودند. Ho 229 V3 در دست آمریکایی‌ها قرار گرفت و در حال حاضر در مرکز Udvar-Hazy NASM قرار دارد و تحت بازسازی قرار گرفته‌است.
در ۲۲ فوریه ۱۹۴۴، یک دسته بمب افکن آمریکایی از انگلیس برای بمباران کارخانه اعزام شدند، اما به دلیل آب و هوای نامناسب، مأموریت قبل از رسیدن به گوتا لغو شد. در راه بازگشت، شهر مرزی هلند نایمخن به عنوان «هدف فرصت» بمباران شد و صدها غیرنظامی را کشت.
در ۲۴ فوریه ۱۹۴۴. ۲۳۹ فروند بی-۲۴ آمریکایی به هدف اصلی در گوتا، آلمان اعزام می‌شوند (۱۶۹ بمب گوتا). بمب افکن سرب از 2AD به دلیل نقص ماسک اکسیژن از کمبود اکسیژن رنج می‌برد و آیزناخ را به عنوان هدف اصلی اشتباه گرفت، ۴۳ هواپیمای دیگر بی-۲۴ که به دلیل اشتباه او آزاد شدند (۴۴ بمب آیزناخ). آنها ادعا می‌کنند ۵۰-۱۰-۲۰ هواپیمای لوفت وافه. ۳۴ فروند بی-۲۴ از بین رفته و ۲۹ فروند آسیب دیده‌است. تلفات عبارتند از: 3 KIA، 6 WIA و 324 MIA.) [۳]

## پس از جنگ
پس از جنگ، گوتا بار دیگر به هدف اصلی خود، ساخت تراموا و وسایل نقلیه سبک ریلی در آلمان شرقی سابق بازگشت.